# BB 20006
La BB 20006 est un prototype de locomotive électrique alimentée en courant alternatif 25 kV à « fréquence industrielle », c’est-à-dire la fréquence standard délivrée notamment par EDF (50 Hz) ainsi qu'en courant continu 1,5 kV.
Il s'agit de la BB 10001 transformée en 1963-1964 par ajout d'un équipement 1500 V continu. À partir de ce moment, et jusqu'à sa radiation pour avarie grave en 1971, la 20006 assure un service commercial sur les lignes savoyardes tout en alternant avec des périodes d'essais dues à ses nouveaux composants électriques.

## Caractéristiques

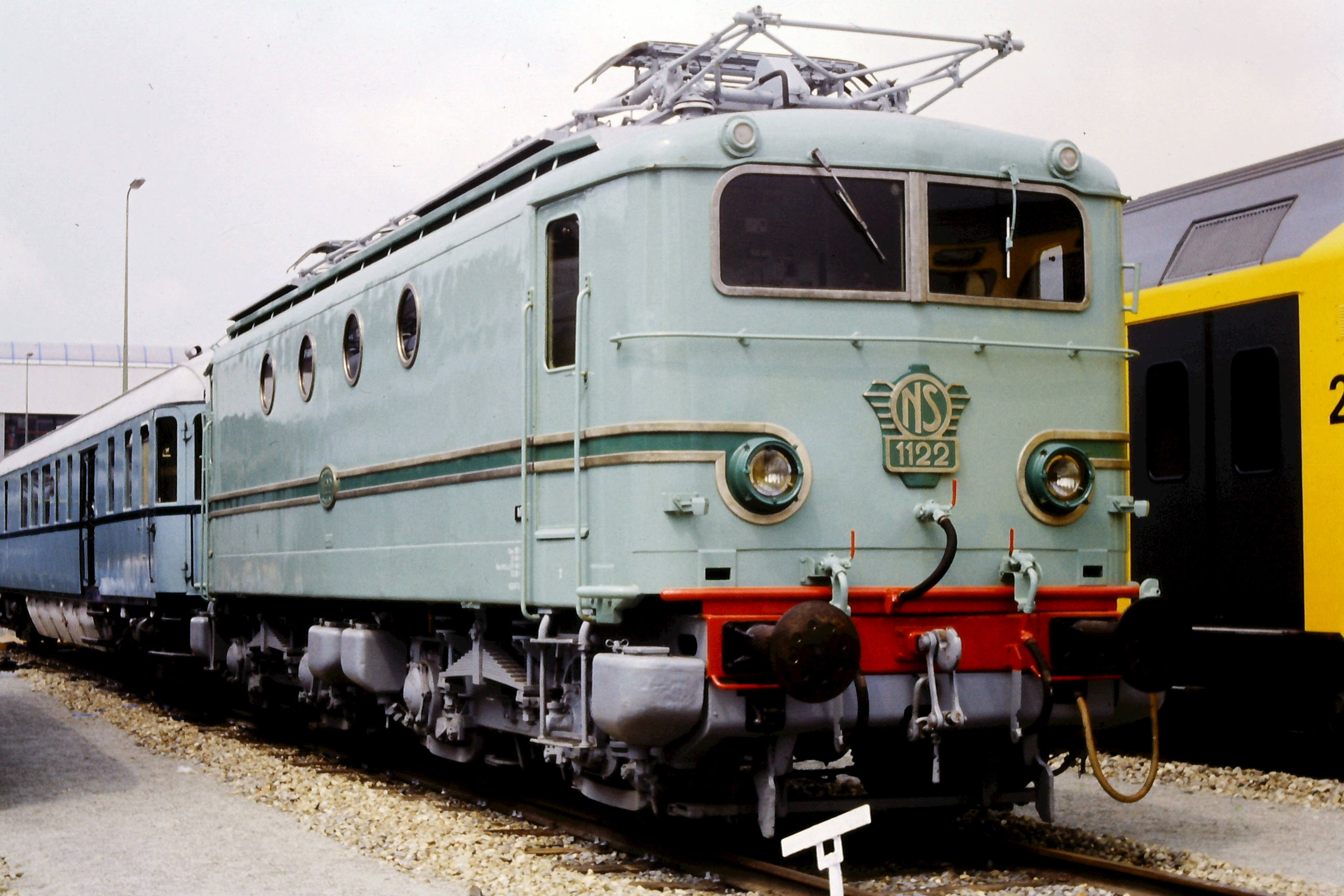
Locomotive type 1100 des NS (livrée d'origine).

La BB 10001 est construite par Alsthom sur la base d'une caisse semblable à celle des locomotives 1100 livrées aux NS, les chemins de fer néerlandais. Ces locomotives dérivent elles-mêmes des BB 8100 françaises.
Les modifications faites à la locomotive portent sur le remplacement des excitrons par des thyristors. Ces équipements, dont c'est la première application sur une locomotive, permettent un gain de place dans la caisse et de masse totale. Il devient donc possible d'ajouter un équipement lui permettant de circuler sous courant continu 1 500 V, les pantographes de type monophasé permettant, dans les conditions normales d'exploitation de la machine, le captage du courant sous régime continu. La puissance sous courant continu reste toutefois réduite : elle n'est que de 500 kW, suffisante pour évoluer à petite vitesse, contre 1 987 kW sous courant alternatif mais la vitesse maximale est portée de 100  à   105 km/h. La locomotive est équipée du freinage par récupération fonctionnant sous les deux types de courant,. Sa masse totale ne varie pas sensiblement puisqu'elle s'établit à 80 t.
Les moteurs et la partie mécanique restent inchangés.
Après sa modification, la locomotive adopte une livrée dans les tons de vert mais les nuances sont difficiles à établir, les documents étant imprécis et les photos de qualité moyenne.

## Service
La locomotive est mise en service au dépôt de Chambéry le 28 juin 1951 sous l'immatriculation BB 8051. En 1953, elle est renumérotée BB 10001 puis elle est mutée au dépôt d'Annemasse l'année suivante. Elle devient BB 20006 fin 1964 lorsqu'elle est transformée en machine bicourant à l'issue de modifications ayant duré plus d'un an.
Pendant sa période d'essais, la locomotive parcourt de nombreuses lignes, remontant même jusqu'à Villeneuve-Saint-Georges. Ses capacités de locomotive bicourant permettent à la BB 20006 de parcourir l'intégralité des lignes de l'Étoile de Savoie, y compris d'entrer en gare d'Aix-les-Bains, exclusivement alimentée en courant continu. Elle figure en tête de trains de marchandises, mais aussi de voyageurs omnibus voire express au même titre que les CC 25000, et elle est le plus fiable des prototypes de la Savoie, poursuivant en parallèle son programme d'essais.
La BB 20006, victime d'un grave incendie de son transformateur à Annemasse, est réformée le 25 avril 1971 faute de pièces de rechange. Après la récupération de certains de ses organes, elle est démolie.
Toutes les locomotives à courant alternatif construites pour la SNCF après la BB 20006 ont bénéficié de l'expérimentation faite sur ce modèle avec les différents types de redresseurs, jusqu'aux BB 26000 équipées de thyristors.

## Modélisme
La BB 20006 a été reproduite à l'échelle HO par l'artisan ApocopA sous forme de transkit (caisse en résine à monter sur un châssis de marque Roco) et à l'échelle N par TRIX (MiniTrix ref.2934).